# Ateret Cohanim
Ateret Cohanim (en hebreo: עטרת כהנים) también llamada Ateret Yerushalayim, es una organización judía israelí y una yeshivá ubicada en el barrio musulmán de la Ciudad Vieja de Jerusalén. Ateret Cohanim intenta crear una mayoría judía en la Ciudad Vieja y en los barrios árabes de Jerusalén Este.

## Historia
La ONG fue fundada en 1978, las actividades de Ateret Cohanim consisten en facilitar la colonización judía de la Ciudad vieja de Jerusalén  y de Jerusalén Este, mediante la adquisición de casas en el barrio musulmán de Jerusalén y su posterior alquiler a empresas gubernamentales, o bien a familias de colonos judíos. La asociación posee numerosos edificios en el casco antiguo, donde viven más de 80 familias de colonos. Algunos estiman que 1000 colonos judíos israelíes han vivido en casas que la organización Ateret Cohanim ha comprado en la Ciudad Vieja de Jerusalén, desde 1978.
Una parte importante de los fondos utilizados para comprar viviendas en la Ciudad vieja proviene de donantes adinerados, la mayoría de ellos con sede en los Estados Unidos. Ateret Cohanim controla otras organizaciones que no están registradas en Eretz Israel, sino en paraísos fiscales, como las Islas Vírgenes o Guernsey. 

## Compra de terrenos
En el año 2000, Ateret Cohanim y otras organizaciones israelíes, comenzaron a adquirir tierras en los barrios árabes de Jerusalén Este, en las afueras de la Ciudad Vieja. Ellos operan principalmente, en el barrio palestino de Silwan y en el Monte de los Olivos.
En la Ciudad vieja de Jerusalén, la yeshivá participó en la compra de propiedades a ciudadanos árabes, griegos y armenios. Ateret Cohanim posee más de 70 edificios, en los barrios árabes de Jerusalén. Según se informa, sus posesiones incluyen una yeshivá, el edificio que alberga la yeshivá ultraortodoxa Shuvu Banim, varios dormitorios, un museo y aproximadamente 50 apartamentos. Algunas propiedades pertenecían a ciudadanos residentes judíos, que vivieron en los barrios árabes, antes de ser expulsados, durante los pogromos de 1929 y 1936. Otras propiedades, pertenecían a la Iglesia Ortodoxa Griega, y estaban ubicadas en el barrio cristiano de Jerusalén, antes de un controvertido acuerdo con el Patriarca Irineo. Los arrendamientos de 99 años de duración de la Iglesia Ortodoxa Griega del Nuevo Hotel Imperial y de la Posada Petra, ubicados ambos cerca de la Puerta de Jaffa y de un tercer edificio ubicado en el Barrio musulmán de Jerusalén fueron confirmados por la Corte Suprema de Israel en 2019, después de 14 años de llevar a cabo diversos procedimientos legales.
En mayo de 2015, la ONG Ateret Cohanim recuperó la propiedad legal de la antigua sinagoga yemenita, ubicada en el barrio judío de Kfar Hashiloach (en hebreo: כפר השילוח) actualmente parte del barrio palestino ocupado de Silwan, en Jerusalén Este.